# Australis Motors
Australis Motors war ein australischer Automobilhersteller, der von 1897 bis 1907 in Leichhardt ansässig war und von G. W. & G. Wood betrieben wurde.
Charles Highland entwarf ein motorisiertes Dreirad. 1897 folgte mit Unterstützung durch seinen Sohn Charles Highland junior ein vierrädriges Automobil in Form eines Quadricycles. Es bot Platz für zwei Personen. Ein Motor von De Dion-Bouton trieb das Fahrzeug an. Dieses Modell wurde 1897 unter dem Markennamen Highland angeboten.
1901 gab es einen zweisitzigen Buggy mit 3-hp-Einzylindermotor und 1906 einen leichten Buggy mit Zweizylindermotor, der 7 bhp (5,1 kW) leistete. Beide wurden als Australis vermarktet.